# The Penguin Guide to Jazz
The Penguin Guide to Jazz é uma obra de referência na forma de diretório enciclopédico de gravações de jazz em CD, disponível nos Estados Unidos e Europa e com publicação da Penguin Books. As primeiras nove edições foram compiladas por Richard Cook e Brian Morton, dois dos mais conhecidos cronistas de jazz residentes no Reino Unido.